# Gesualdo - Morte per cinque voci
Gesualdo - Morte per cinque voci (Tod für fünf Stimmen) è un documentario biografico criminale del 1995 diretto da Werner Herzog.

## Trama
Il film inizia tra le rovine del castello di Gesualdo, dove un operaio sta facendo una visita. Si incontrano diverse persone, tra cui un uomo che suona nelle fessure dei muri per affrontare i demoni che infestano il luogo, e una donna che afferma di essere il fantasma di Donna Maria d'Avalos, la moglie di Gesualdo, da lui uccisa. Due cuochi discutono e ricostruiscono uno stravagante banchetto di nozze ordinato da Gesualdo. Herzog visita anche alcuni lavoratori di una clinica di salute mentale locale, che affermano di aver curato una volta la donna che affermava di essere un fantasma, e che attualmente hanno due pazienti che credono di essere Carlo Gesualdo.
Herzog intervista anche i lavoratori di palazzo di Sangro a Napoli, dove Gesualdo ha commesso gli omicidi. Viene intervistato un operaio al cancello, nonché l'erede di d'Avalos, Francesco d'Avalos, che mostra a Herzog proprio il letto in cui sono avvenuti gli omicidi. Herzog visita quindi una cappella vicina che mostra i corpi conservati di Maria d'Avalos e del suo amante.
Queste scene sono intervallate da esecuzioni dei madrigali di Gesualdo, nonché da alcuni commenti storici e musicali di studiosi di Gesualdo.

## Interpreti
- Milva
- Pasquale D'Onofrio
- Salvatore Catorano
- Angelo Carrabs
- Angelo Michele Trorriello
- Raffaele Virocolo
- Vincenzo Giusto